# Guêprei
Guêprei és un municipi francès situat al departament de l'Orne i a la regió de Normandia. L'any 2007 tenia 142 habitants.

## Demografia

### Població
El 2007 la població de fet de Guêprei era de 142 persones. Hi havia 52 famílies de les quals 12 eren unipersonals (8 homes vivint sols i 4 dones vivint soles), 20 parelles sense fills, 12 parelles amb fills i 8 famílies monoparentals amb fills.
La població ha evolucionat segons el següent gràfic:
Habitants censats

### Habitatges
El 2007 hi havia 73 habitatges, 55 eren l'habitatge principal de la família, 12 eren segones residències i 6 estaven desocupats. Tots els 72 habitatges eren cases. Dels 55 habitatges principals, 44 estaven ocupats pels seus propietaris, 9 estaven llogats i ocupats pels llogaters i 2 estaven cedits a títol gratuït; 1 tenia una cambra, 2 en tenien dues, 8 en tenien tres, 13 en tenien quatre i 31 en tenien cinc o més. 41 habitatges disposaven pel capbaix d'una plaça de pàrquing. A 23 habitatges hi havia un automòbil i a 27 n'hi havia dos o més.

### Piràmide de població
La piràmide de població per edats i sexe el 2009 era:
| Homes | Edats   | Dones |
| ----- | ------- | ----- |
| 0     | 95 o +  | 0     |
| 0     | 90 a 94 | 0     |
| 0     | 85 a 89 | 4     |
| 4     | 80 a 84 | 0     |
| 0     | 75 a 79 | 4     |
| 8     | 70 a 74 | 12    |
| 0     | 65 a 69 | 4     |
| 0     | 60 a 64 | 0     |
| 0     | 55 a 59 | 0     |
| 8     | 50 a 54 | 4     |
| 8     | 45 a 49 | 0     |
| 8     | 40 a 44 | 12    |
| 0     | 35 a 39 | 4     |
| 8     | 30 a 34 | 8     |
| 0     | 25 a 29 | 4     |
| 0     | 20 a 24 | 8     |
| 4     | 15 a 19 | 8     |
| 8     | 10 a 14 | 12    |
| 4     | 5 a 9   | 12    |
| 4     | 0 a 4   | 16    |

## Economia
El 2007 la població en edat de treballar era de 86 persones, 69 eren actives i 17 eren inactives. De les 69 persones actives 62 estaven ocupades (34 homes i 28 dones) i 7 estaven aturades (5 homes i 2 dones). De les 17 persones inactives 3 estaven jubilades, 9 estaven estudiant i 5 estaven classificades com a «altres inactius».

### Ingressos
El 2009 a Guêprei hi havia 52 unitats fiscals que integraven 138,5 persones, la mediana anual d'ingressos fiscals per persona era de 16.989 €.

### Activitats econòmiques
Dels 2 establiments que hi havia el 2007, 1 era d'una empresa de serveis i 1 d'una entitat de l'administració pública.
L'any 2000 a Guêprei hi havia 8 explotacions agrícoles que ocupaven un total de 688 hectàrees.

## Poblacions més properes
El següent diagrama mostra les poblacions més properes.